# Zorrotza

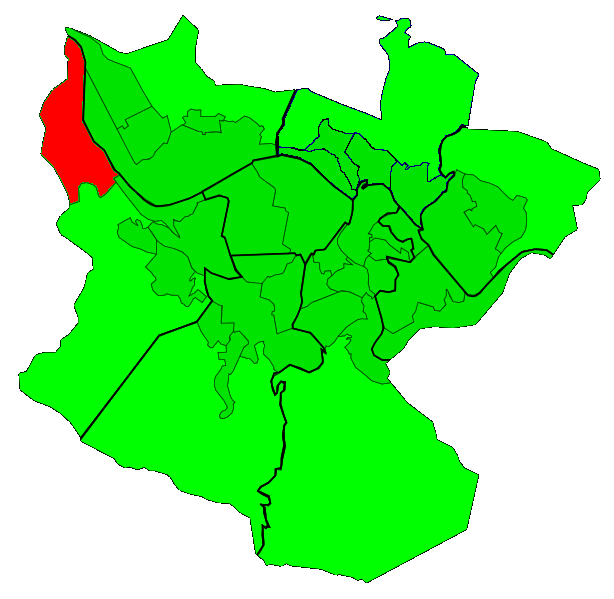
El barri de Zorrotza dins Bilbao, marcat en vermell

Zorrotza (en castellà Zorroza) és un barri de Bilbao al País Basc, està a l'extrem oest de la ciutat i integrat en el districte municipal nº 8 (Basurtu-Zorrotza) junt amb els barris de Basurtu, Olabeaga, Santa Ana, Altamira, Cobetas i Castrejana. Té uns 16.000 habitants.
El nom prové de la paraula basca zorrotz que vol dir agut o esmolat. Està a 7 metres d'altitud. Es troba entre Basurto i el riu Kadagua el qual fa de límit natural entre Bilbao i Barakaldo. En aquest barri desemboca el riu Kadagua en el Nerbioi

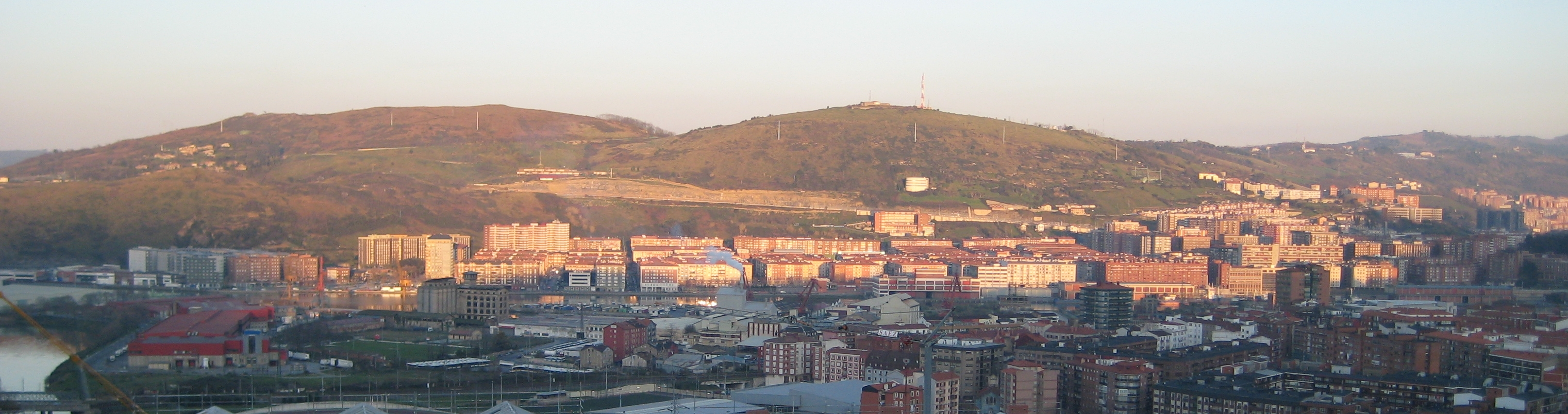
Zorrotza (en primer pla, a l'ombra) i San Ignacio (a a l'altra banda de la ria de Bilbao

## Divisió interna
El barri de Zorrrotza està subdividit en tres zones:
- Siete campas: Al vessant del Mont Cobetas.
- Zorrotza: En el centre i la més densament poblada.
- La base - El puntal: És la zona més degradada del barri, rep el nom d'una antiga base militar de cavalleria. .

## Poliesportiu
El poliesportiu de Zorrotza té dos camps de futbol, dos gimnasos, un pavelló, dues pistes de pàdel, dues piscines, una pista d'atletisme, una pista de tenis, una zona de bàsquet i una pista d'hoquei, on s'i celebrà el campionat del món d'hoquei en línia l'any 2007.

## Transport

### Autobús

#### Bilbobus

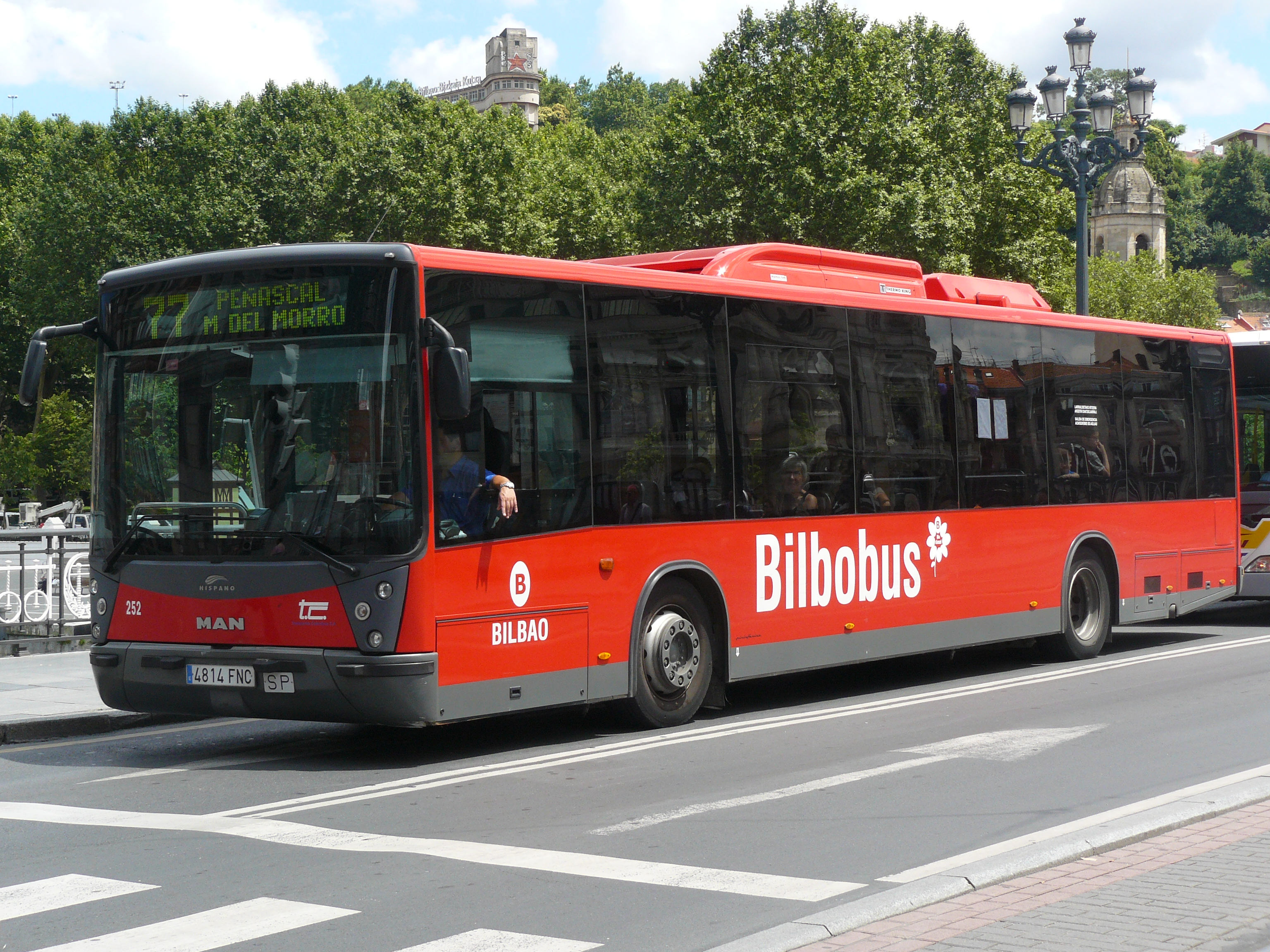
Una unitat de Bilbobus.

| Línia | Recorregut                        | Freqüència (minuts) |
| ----- | --------------------------------- | ------------------- |
| 18    | San Ignazio - Zazpi Landa         | 15'                 |
| 85    | Zazpi Landa - Atxuri              | 25'                 |
| 88    | Castrejana - Indautxu             | 60'                 |
| G6    | Altamira/Zorroza - Plaza Circular | 30'                 |

#### Bizkaibus

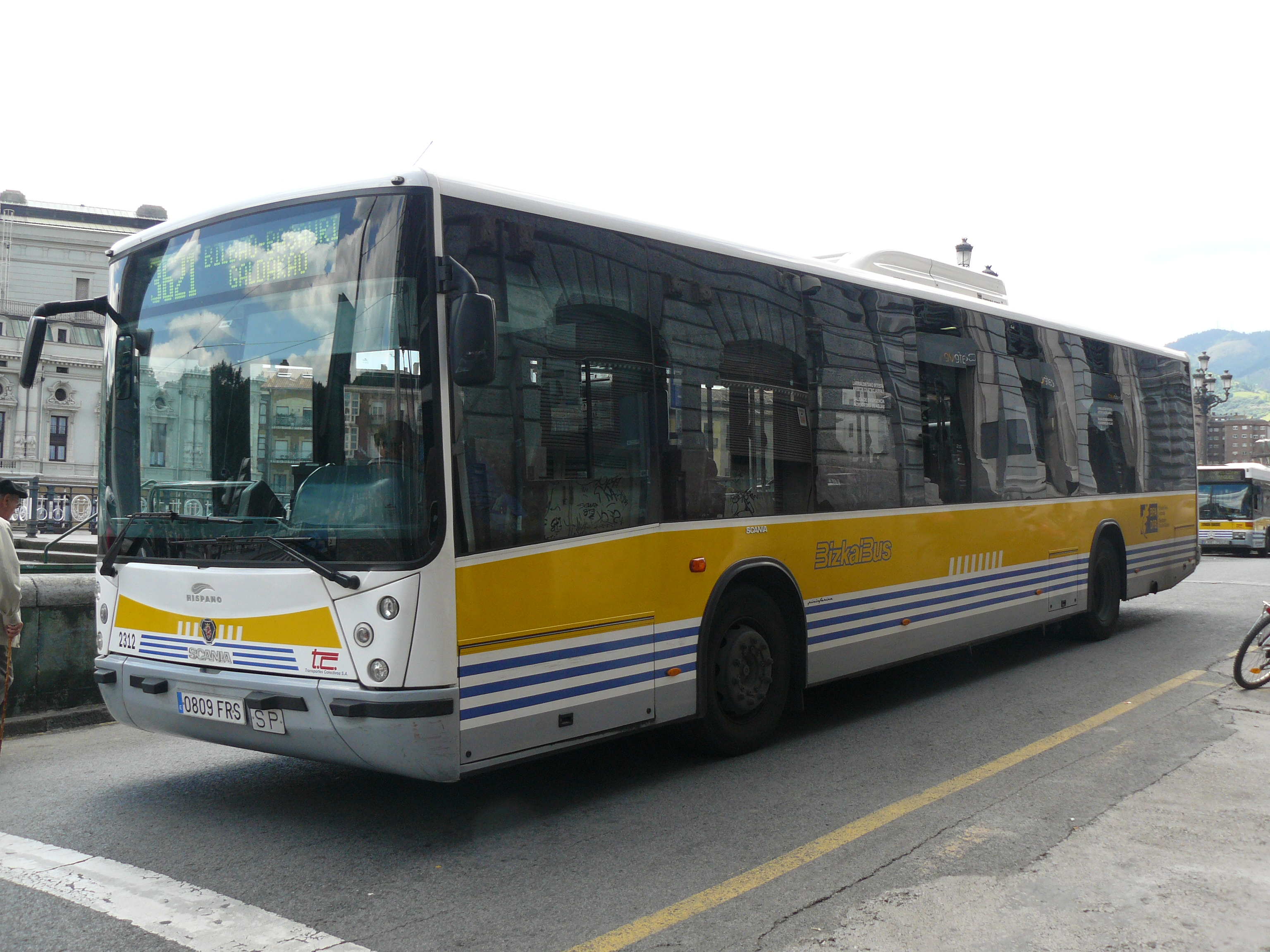
Unitat de Bizkaibus.

| Línia | Recorregut                                 | Freqüència (minuts) |
| ----- | ------------------------------------------ | ------------------- |
| A3115 | Bilbao - Santurtzi                         | 15'                 |
| A3122 | Bilbao - Sestao - Repélega                 | 30'                 |
| A3136 | Bilbao - Cruces - Barakaldo (per Retuerto) | 30'                 |
| A3137 | Bilbao - Barakaldo (per Hurtado Amézaga)   | 30'                 |
| A3144 | Bilbao - Cruces - Barakaldo (per Ugarte)   | 30'                 |
| A3336 | Muskiz - Bilbao (per Ortuella)             | 60'                 |
| A3337 | Muskiz - Bilbao (per N-634)                | 60'                 |
| A3341 | Bilbao - Sodupe - Respaldiza               | 120'-240'           |
| A3342 | Bilbao - Artziniega                        | 60'                 |
| A3337 | Bilbao - Sodupe                            | 60'-120'            |

### Ferrocarril

#### Renfe
Línia C-1 
| Procedència | (+2min) | (+2min)     | (+1min)   | (+2min) | (+2min)   | (+2min) | Estació  | (+2min)  | (+1min)   | (+1min)   | (+1min)  | (+1min)   | Destí         |
| ----------- | ------- | ----------- | --------- | ------- | --------- | ------- | -------- | -------- | --------- | --------- | -------- | --------- | ------------- |
| Santurtzi   | Peñota  | Portugalete | La Iberia | Sestao  | Barakaldo | Lutxana | Zorrotza | Olabeaga | San Mamés | Autonomía | Ametzola | Zabalburu | Bilbao-Abando |

Línia C-2
| Procedència | (+3min)  | (+4min) | (+2min)  | (+2min)      | (+2min) | (+2min)    | (+1min) | (+2min) | (+2min)   | (+2min) | Estació  | (+2min)  | (+1min) | (+1min)   | (+1min)  | (+1min)   | Destí         |
| ----------- | -------- | ------- | -------- | ------------ | ------- | ---------- | ------- | ------- | --------- | ------- | -------- | -------- | ------- | --------- | -------- | --------- | ------------- |
| Muskiz      | Gallarta | Putxeta | Ortuella | Sgda.Familia | Urioste | Trapagaran | Trapaga | Galindo | Barakaldo | lutxana | Zorrotza | Olabeaga | S.Mamés | Autonomía | Ametzola | Zabalburu | Bilbao-Abando |

| Línia | Procedència | Destí         | Duració del trajecte |
| ----- | ----------- | ------------- | -------------------- |
| -     | Zorrotza    | Bilbao-Abando | 9 minuts             |
| C1    | Zorrotza    | Santurtzi     | 12 minuts            |
| C2    | Zorrotza    | Muskiz        | 26 minuts            |

#### FEVE

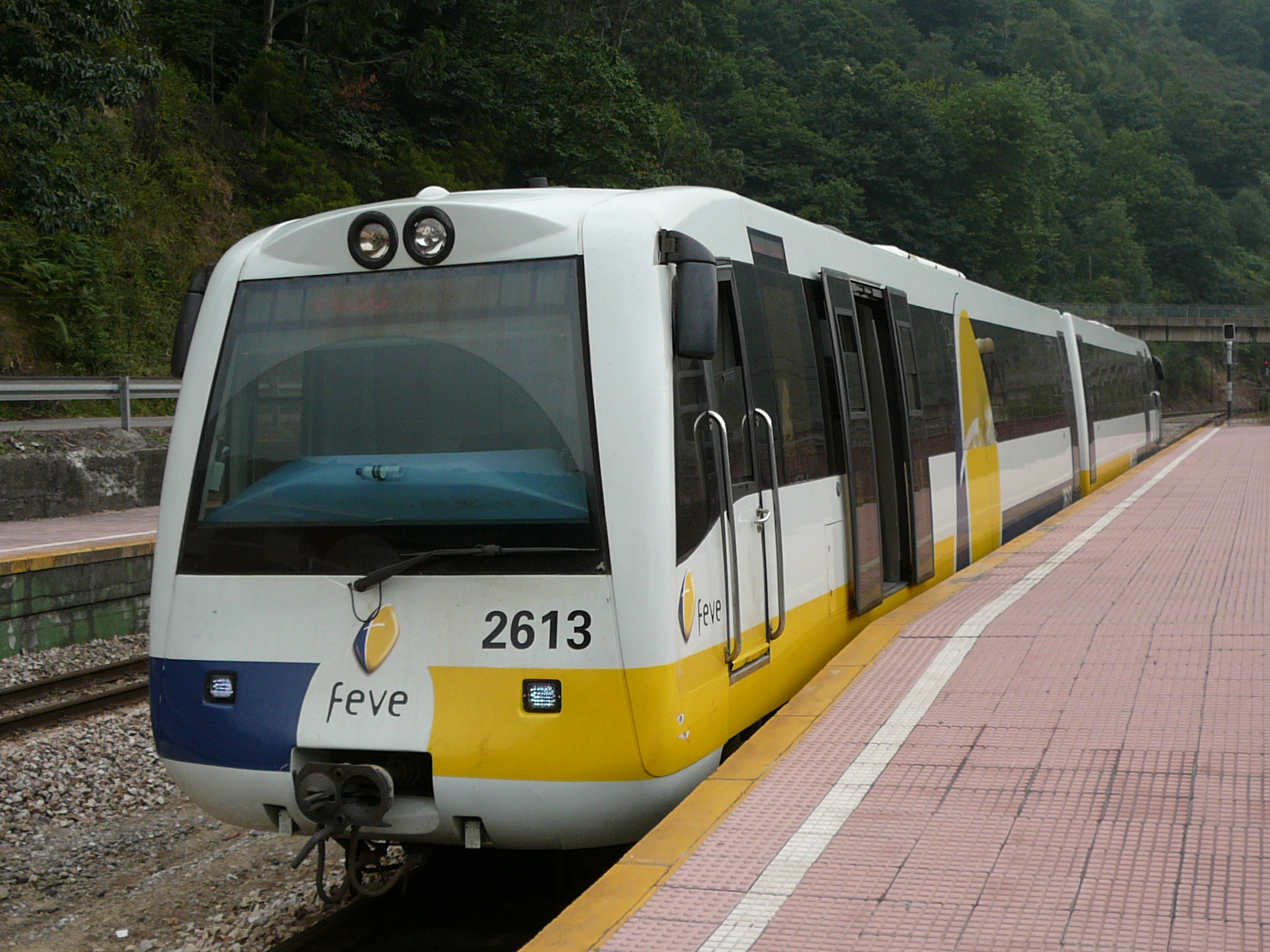
Tren de FEVE rodalies

| Línia     | Sortida          | Destí     |
| --------- | ---------------- | --------- |
| Línia B1  | Bilbao/Concordia | Balmaseda |
| Línia R3b | Bilbao-Concordia | Karrantza |
| Línia R3  | Bilbao-Concordia | Santander |
| Línia R4  | Bilbao-Concordia | Lleó      |

| Procedència | (+4min)    | (+2min) | (+2min) | (+2min) | (+4min)   | (+2min) | (+2min)  | (+4min) | (+4min) | (+2min)   | (+5min)   | (+2min)    | (+2min)    | (+3min)     | Estación | (+4min) | (+1min)  | Destí            |
| ----------- | ---------- | ------- | ------- | ------- | --------- | ------- | -------- | ------- | ------- | --------- | --------- | ---------- | ---------- | ----------- | -------- | ------- | -------- | ---------------- |
| Balmaseda   | La Herrera | Ibarra  | Colegio | Zalla   | Aranguren | Güeñes  | Lambarri | Artxube | Sodupe  | La Quadra | Zaramillo | Alonsotegi | Castrejana | Sta. Agueda | Zorrotza | Basurtu | Ametzola | Bilbao-Concordia |

| Procedència | Destí            | Duració del trajecte |
| ----------- | ---------------- | -------------------- |
| Zorrotza    | Bilbao-Concordia | 7 minuts             |
| Zorrotza    | Balmaseda        | 43 minuts            |

#### EuskoTran

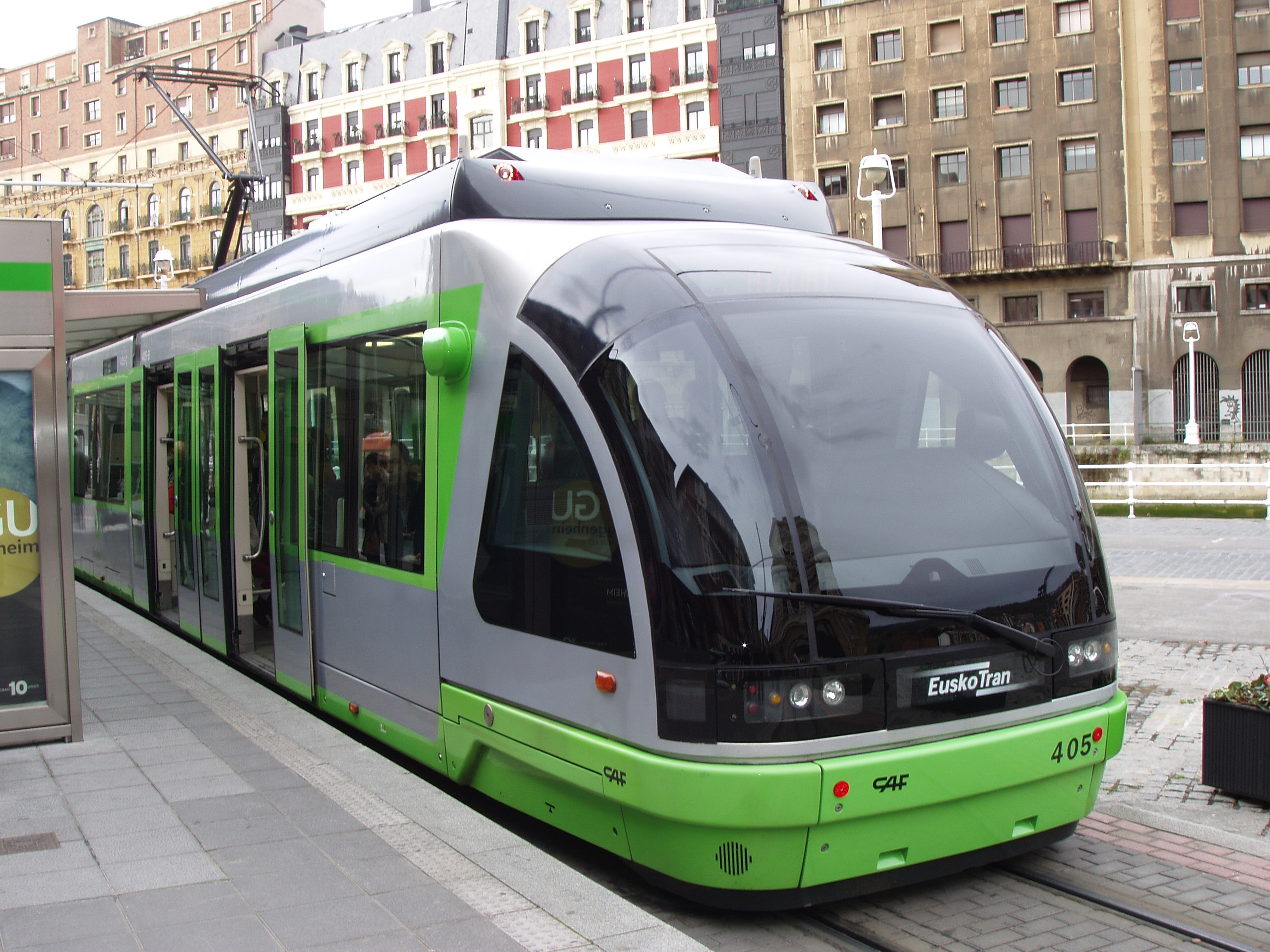

L'ampliació de la línía del tramvia preveu la seva arribada a Zorrotza mitjançant un pont mòbil a través de Zorrozaurre.